# Thomirey
Thomirey é uma comuna francesa na região administrativa da Borgonha-Franco-Condado, no departamento de Côte-d'Or. Estende-se por uma área de 7,57 km². Em 2010 a comuna tinha 53 habitantes (densidade: 7 hab./km²).